# Сутягин, Игорь Вячеславович
И́горь Вячесла́вович Сутя́гин (род. 17 января 1965, Москва) — российский и британский учёный, военный аналитик, старший научный сотрудник Королевского объединённого института оборонных исследований (RUSI), бывший сотрудник Института США и Канады РАН, кандидат исторических наук. В 2004 году был осуждён по статье 275 УК РФ (государственная измена). В 2010 году, проведя в заключении почти 11 лет, в результате обмена осуждёнными между Россией и США, после написания прошения о помиловании, был освобождён и оказался в Великобритании.
В мае 2011 года Европейский суд по правам человека постановил, что Российская Федерация нарушила право обвиняемого на справедливое судебное разбирательство и необоснованно долго содержала его под стражей в период предварительного и судебного следствия. В качестве возмещения нематериального ущерба ЕСПЧ обязал Россию выплатить Сутягину 20 тысяч евро.
26 сентября 2012 года Президиум Верховного суда РФ признал незаконным содержание Сутягина под стражей в период с 1999 по 2004 годы, однако сам приговор к 15 годам лишения свободы за государственную измену признал законным и не подлежащим отмене.
С 2017 года Сутягин является единственным публично известным гражданином России, легально и гласно работающим в оборонном учреждении НАТО, чья деятельность, согласно российскому законодательству, может рассматриваться как «наносящая ущерб внешней безопасности России».

## Биография
Игорь Сутягин родился 17 января 1965 года в Москве в семье научных сотрудников Обнинского филиала Научно-исследовательского физико-химического Института (НИФХИ) имени Л. Я. Карпова. С 1972 по 1982 год Игорь учился в средней школе № 9 города Обнинска. Школу окончил с золотой медалью, причём был первым медалистом за 10 лет существования школы. В 1982 году поступил на физический факультет Московского государственного университета имени М. В. Ломоносова. В 1988 году окончил его по специальности «Радиофизика и электроника, включая квантовую электронику» (кафедра общей физики и волновых процессов). С 1988 по 1991 год проходил обучение в аспирантуре при Институте США и Канады Академии наук СССР по специальности «история международных отношений». В 1995 году успешно защитил диссертацию на тему «Изменения в США взглядов на роль военно-морских сил в решении задач внешней политики (1975—1990 гг.)» и получил учёную степень кандидата исторических наук.
С 1989 года — сотрудник Института США и Канады: 1989—1992 — старший лаборант, 1992—1993 — младший научный сотрудник, 1993—1997 — научный сотрудник, 1997—1998 — старший научный сотрудник, с 1998 года — заведующий сектором военно-технической и военно-экономической политики.
В 1999 году Сутягин арестован по обвинению в государственной измене. В 2004 году осуждён к 15 годам лишения свободы.
18 января 2008 года был избран почётным членом Русского ПЕН-центра.
В 2010 году помилован президентом РФ и в составе группы из четырёх человек был обменян на группу российских граждан, арестованных в США по обвинению в шпионаже.
С 2010 года проживает в Великобритании. Работает в Королевском объединённом институте оборонных исследований (RUSI) в должности старшего научного сотрудника.
Свободно владеет английским языком в объёме, позволяющем давать подробные on-line интервью англоязычным телеканалам. В качестве военного эксперта Сутягин в 2015 году в интервью телеканалу Аль-Джазира критиковал Россию за военную операцию в Сирии, утверждал, что финансовое бремя этой войны неподъёмно для российской экономики, а военные расходы осуществляются за счёт будущих поколений.

## Контакты с фирмой «Альтернатив фьючерс»
Работая заведующим сектором военно-технического сотрудничества Института США и Канады (военное направление института возглавлял генерал-лейтенант ГРУ М. Мильштейн, затем генерал-майор военной разведки В. Сизов), Сутягин параллельно читал лекции в Обнинске на курсах повышения квалификации для экипажей атомных подводных лодок и посещал ряд секретных объектов. Помимо этого он читал лекции и проводил консультации в Военной академии ракетных войск стратегического назначения имени Петра Великого, Морском научном комитете Главного штаба ВМФ. У Сутягина не было оформленного в установленном порядке допуска к гостайне, но у него были личные контакты среди секретоносителей. Компетентность его в среде профессионалов спецслужб не вызывала сомнений: один из своих докладов в качестве военного аналитика Сутягин писал для ФСБ. Обладая широким военно-техническим кругозором и не имея служебных ограничений на выезд за границу, Сутягин на конференции в Бирмингеме в мае 1998 года согласился с предложением о сотрудничестве без контракта с Шоном Киддом и Надей Локк, первый из которых представился главой фирмы Alternative Futures. По словам Сутягина, его вознаграждение должно было составлять сначала 700 фунтов стерлингов в месяц, а затем должно было увеличиться до 1000 фунтов. О сотрудничестве с иностранной фирмой своё руководство в Институте США и Канады Сутягин не уведомил.
Когда осенью 1999 года в отношении Сутягина начались следственные действия, фирма Alternative Futures внезапно пропала, а оба её учредителя, с которыми общался Сутягин — Шон Кидд и Надя Локк — бесследно исчезли. В прессе упоминалось, что российские журналисты вместе с английскими коллегами исследовали в Лондоне все возможные справочники, но не нашли никаких упоминаний о Шоне Кидде и Наде Локк. По лондонскому адресу фирмы, указанному Сутягиным, журналисты обнаружили офисный центр, где Alternative Futures арендовала помещение. К уже закрытому офису, по сведениям Сутягина, наведывались также сотрудники СВР и ГРУ. Однако побеседовать ни с кем не удалось. Сама фирма Alternative Futures к тому времени съехала, а телефоны были выключены. Дом в окрестностях Лондона по адресу (имеется в материалах следствия): Little Paddock, Mill Lane, Copthorne — Crawley, West Sussex, RH10 3HW9A UK, где происходили конспиративные встречи Сутягина с Шоном Киддом и Надей Локк, как выяснила пресса, не принадлежал Кидду, а лишь арендовался им на время встреч с Сутягиным.
Спустя 5 лет, в 2004 году представители фирмы Alternative Futures связались с адвокатами Сутягина в ходе процесса в Мосгорсуде и выразили готовность прибыть в Москву для того, чтобы дать показания. В качестве единственного предварительного условия представители фирмы просили от российских судебных властей гарантий их личной безопасности. Однако при рассмотрении данного ходатайства в суде прокурор официально предупредил, что как только представители фирмы появятся на российской территории, то сразу же будут арестованы. По этой причине представители фирмы Alternative Futures не смогли приехать в Россию и выступить в суде.
В подтверждение выдвинутой следствием шпионской версии инцидента ФСБ распространило запись одного из первых допросов Сутягина, фрагмент видеозаписи которого был распечатан в «Российской газете». На записи Сутягин рассказывает о знакомстве с Киддом: «Я предложил Интернет как способ передачи моих материалов. На что Шон Кидд сказал, что он заинтересован в эксклюзивной информации и не хотел бы, чтобы ею мог воспользоваться кто-то другой». Подобный метод общения, а также консультации, которых потребовала Alternative Futures, сильно насторожили Сутягина.
В 2001 году журналист «Российской газеты» Владимир Александров сообщил, что управление ФСБ по Калужской области познакомило его с видеозаписью рассказа Сутягина. Журналист цитирует воспоминание Сутягина о своих сильных подозрениях в отношении Нади Локк, что та является сотрудником спецслужбы, и о его мыслях отказаться от сотрудничества. Встречи Сутягина с Локк проходили в Бельгии, Венгрии, Великобритании, что, по оценкам экспертов, является стандартной практикой спецслужб. Локк задавала Сутягину вопросы об успехах российских подводников в обнаружении иностранных судов, о неакустических методах обнаружения целей, о вооружении российских атомных подводных лодок нового поколения, о преимуществах новых субмарин перед прежними модификациями, о возможных направлениях развития российских управляемых ракет класса «воздух-воздух», о модернизации истребителя МиГ-29 и другие специфические вопросы, для обсуждения которых собеседник должен обладать специальной подготовкой. Несмотря на возникшие сомнения в отношении контрагентов и чувство дискомфорта, Сутягин передумал отказываться. «Слишком велик был соблазн заработать», — пояснил на допросе Сутягин. Однако о том, что в действительности рассказал таинственным собеседникам Сутягин, какой именно ущерб чему и кому нанесён, достоверных данных нет.
Позже Сутягин утверждал, что подполковник из калужского управления ФСБ Юрий Иванович Калугин (настоящее имя подполковника, вскоре после «дела Сутягина» повышенного в звании — Виктор Калашников, начальник следственного отделения УФСБ по Калужской области) организовал видеозапись допроса Сутягина после необъявленного введения психотропного препарата, из-за которого жертва отвечает на вопросы, повинуясь воле следователя, а не собственному сознанию.

## Уголовное дело
27 октября 1999 года в обнинской квартире Сутягина, накануне его планируемого вылета в Италию, был проведён обыск, в ходе которого у него было найдено 25 тыс. долларов. После этого он был допрошен в качестве свидетеля. Затем был проведён обыск в офисе Сутягина в Институте США и Канады.
29 октября 1999 года в отношении Сутягина было возбуждено уголовное дело по ст. 275 УК РФ и в тот же день к нему была применена мера пресечения в виде заключения под стражу. 5 ноября 1999 года Сутягину было предъявлено обвинение по ст. 275 УК РФ.
После окончания предварительного следствия уголовное дело поступило для рассмотрения в Калужский областной суд, по определению которого от 27 декабря 2001 года оно было возвращено прокурору для производства дополнительного расследования «в связи с существенным нарушением уголовно-процессуального закона, допущенным органом предварительного следствия, что привело к стеснению гарантированного законом права обвиняемого Сутягина И. В. на защиту».
При этом в определении Калужского областного суда записано: «Формулировка предъявленного обвинения… до такой степени неконкретна, что… совершенно непонятно, какую именно информацию подразумевает следствие».
В 2003 году начался новый судебный процесс, на этот раз в Московском городском суде.
5 апреля 2004 года коллегия присяжных единогласно признала Сутягина виновным в том, что он в конце 1990-х годов за вознаграждение передавал секретные сведения предполагаемым разведчикам США Шону Кидд и Наде Локк, работавшим под прикрытием английской фирмы «Альтернатив фьючерс». В частности, присяжные утвердительно ответили на вопрос судьи: «Передавал ли Сутягин иностранцам сведения за деньги?».
7 апреля 2004 года Московский городской суд на основании вердикта коллегии присяжных приговорил Сутягина к 15 годам лишения свободы с отбыванием наказания в колонии строгого режима. Позже пресса отмечала, что процесс по делу Сутягина проходил с грубейшими нарушениями, а среди присяжных оказались агенты ФСБ. В частности, среди присяжных был ветеран советской и российской разведки Григорий Якимишин, — и это несмотря на то, что российское законодательство не позволяет бывшим сотрудникам спецслужб быть присяжными заседателями. После обвинительного приговора Сутягину ряд сотрудников следственной группы получили новые звания и повышение по службе.
С 2004 по 2010 год Сутягин отбывал наказание в колониях строгого режима в Архангельской области — ИК-1 (Пирсы) и ИК-12 (д. Данилово в Верхних Матигорах).

## Пересмотр приговора
21 сентября 2012 года благодаря решению ЕСПЧ была начата процедура пересмотра приговора Президиумом Верховного суда. 26 сентября 2012 года Президиум Верховного суда РФ признал незаконным содержание Сутягина под стражей в период предварительного и судебного следствия с 1999 по 2004 годы, однако сам приговор к 15 годам лишения свободы за государственную измену суд признал законным и не подлежащим отмене.

## Мнения об уголовном деле
Некоторые наблюдатели рассматривают эти нарушения как указания на то, что Сутягина осудили не за то, в чём его обвиняли, а за легальные связи с иностранцами. Некоторые учёные, правозащитники и журналисты высказывали мнение, что сведения из открытых источников не могут составлять государственную тайну, что рассматривается как доказательство необоснованности обвинений, поэтому они считают Сутягина политическим заключённым и жертвой политических репрессий. Осенью 2004 года, после появления в академической прессе статьи «Безальтернативное будущее Игоря Сутягина», группа российских учёных, деятелей культуры и правозащитников обратились с письмом к президенту России. Они просили главу государства помиловать Сутягина. Под формальным предлогом письмо было возвращено одному из подписантов.
По утверждению журналиста Юлии Латыниной, Сутягин обвинён в шпионаже потому, что он в пользу некоей фирмы, зарегистрированной за границей, составлял инвестиционные отчёты о состоянии российской промышленности, но при этом «почему-то писал о боеспособности российских лодок и стратегических ядерных сил»:
Я вам честно скажу, что меня тоже иногда иностранные инвесторы просят чего-нибудь рассказать о том, как устроена российская экономика, но если ко мне придёт иностранный инвестор, который зарегистрирован на Гайане, называется «Пупкин и Кот», и почему-то его интересует не столько российская экономика, сколько российские подводные лодки, я честно скажу, я пойду в ФСБ, просто немедленно заложу эту компанию. <…> И понятно, что самого господина Сутягина, который действительно не имел доступа к государственным тайнам, пробивался составлением каких-то рефератов, довольно бессмысленных, надо обвинять не только в шпионаже в пользу США, но и в мошенничестве по отношению к американским налогоплательщикам. Тем не менее согласиться с тем, что господин Сутягин жертва режима, я не могу, скорее, он жертва собственной глупости и самонадеянности.
Однако, по мнению журналиста, ФСБ не сумела собрать достаточных доказательств его вины. Латынина заявила, что если бы была присяжным по делу Сутягина, вынесла бы вердикт «невиновен».
Учёный-психолог, журналист, кандидат психологических наук Леонид Радзиховский утверждал, что Сутягин не передавал секретную информацию. По мнению Радзиховского, суд интерпретировал закон, квалифицируя действия Сутягина как преступные за передачу иных сведений, не секретных, но наносящих ущерб внешней безопасности России (что предусматривает ст. 275 УК РФ), подразумевая партнёров Сутягина представителями иностранной разведки. Согласно Радзиховскому, получение денег у иностранцев без договора указывает на преступный умысел получателя. По мнению Радзиховского, Сутягин прекрасно понимал, что работал на западную разведку.
В 2001 году эксперт по стратегическим вооружениям Сергей Бовин и военный эксперт по стратегическим космическим вопросам Леонид Килессо высказывали мнение, что переданные Сутягиным сведения составляли государственную тайну.
По предположению военного обозревателя Павла Фельгенгауэра, Кидд и Локк могли быть сотрудниками американского Агентства военной разведки, однако в материалах уголовного дела упоминаний об этом нет. Поскольку ни одно государство и ни одна спецслужба мира не взяли на себя ответственность за контакты с Сутягиным, приведшие к его осуждению, высказывалось также мнение, что Сутягин мог стать жертвой экспромтов частной разведывательно-аналитической компании (наподобие Stratfor), пытавшейся заработать себе имя на эксклюзивной информации российского учёного.
В апреле 2004 года правозащитная организация «Международная амнистия» назвала Сутягина политическим заключённым, к ней присоединился и ряд других организаций.
Рабочая группа Комиссии по правам человека ООН по произвольным задержаниям отказалась признать лишение свободы Сутягина произвольным задержанием (Мнение № 14/2001). ЕСПЧ в 2008 году частично отклонил, а частично принял к рассмотрению по существу жалобу Сутягина. В 2011 году суд вынес решение, в котором усмотрел в деле Сутягина нарушения двух статей ЕКПЧ.

## Освобождение и обмен
9 июля 2010 года президент России Д. А. Медведев подписал указы о помиловании четырёх граждан России, в том числе и Сутягина, удовлетворив их прошения о помиловании. Администрация президента РФ мотивировала принятие решения о помиловании тем, что все осуждённые признали свою вину и уже понесли суровое наказание (так, Сутягин к моменту помилования находился в местах лишения свободы около 11 лет). Помилование произведено в рамках операции по обмену четырёх граждан России, осуждённых за шпионаж в пользу США и Великобритании и отбывающих наказание в России, на десятерых граждан России, задержанных в США в июне 2010 года. Список российских заключённых для обмена был предложен американскими властями, причём обмен Сутягина назывался обязательным условием сделки. В прессе отмечалось, что глава ФСБ А. Бортников очень радовался, что США хлопотали за Сутягина: «Американцы попросту спалили Сутягина, и все узнали, что он действительно предатель», сообщил информагентствам представитель администрации президента РФ.
Сама операция «обмена шпионами», в результате которой Сутягин обрёл свободу, состоялась 9 июля 2010 года в аэропорту Вены, куда все лица, подлежащие обмену, были доставлены самолётами из США и России. Согласно заявлению Министерства иностранных дел России, Служба внешней разведки и Центральное разведывательное управление США при достижении соглашения об обмене действовали «исходя из соображений гуманитарного характера и развития конструктивного партнёрства». Из Вены Сутягин вылетел в Лондон. В США Сутягина не приглашали, впоследствии у него, как у гражданина России, возникли проблемы даже с получением краткосрочной визы в США для участия в международной научной конференции. Британского гражданства, равно как и гражданства других государств, Сутягин не приобретал.
Представляющая интересы Сутягина адвокат Анна Ставицкая заявила, что её подзащитный просил её донести до общественности, что несмотря на написанное им прошение о помиловании, Сутягин продолжает считать себя невиновным.

## Жизнь и деятельность в Великобритании
С 2010 года Игорь Сутягин живёт в Великобритании в дальнем пригороде Лондона на съёмной квартире. Продолжает заниматься исследовательской деятельностью, являясь старшим научным сотрудником Королевского института оборонных исследований в Лондоне. Родители Сутягина, жена Ирина Мананникова и две дочери, Оксана и Анастасия, живут в России. Члены семьи периодически навещают его в Великобритании. У Игоря также есть младший брат Дмитрий (р.1970).
У Сутягина осталось российское гражданство, и юридических препятствий для его возвращения в Россию не существует. Сам он намеревался приехать на родину, однако выражал опасения, что ступив на российскую землю, при определённых обстоятельствах вновь может стать обвиняемым. В 2017 году Сутягин являлся единственным публично известным гражданином России, легально и гласно работающим в оборонном учреждении НАТО, чья деятельность, согласно российскому законодательству, может рассматриваться как «наносящая ущерб внешней безопасности России». В июне 2016 года в Госдуму был внесён законопроект, известный как «пакет Яровой», позволяющий лишать российского гражданства не только осуждённых по «террористическим и экстремистcким» статьям, но и тех россиян, кто станет служить в иностранных силовых или судебных органах, а также сотрудников международных организаций, в которых не представлена Россия.
В ноябре 2018 года в СМИ появилась информация, что Сутягин участвовал в работе проекта Института государственного управления Integrity Initiative, направленного на борьбу с российским информационным влиянием.